# Kathryn Hulme
Kathryn Hulme (6 de enero de 1900 – 25 de agosto de 1981) fue una escritora y autora de memorias estadounidense, conocida sobre todo por su novela The Nun's Story. A menudo se interpreta erróneamente que el libro es semiautobiográfico..

## Escribiendo
Su libro de 1956 The Nun's Story fue un éxito de ventas y se convirtió en una premiada película de 1959 protagonizada por Audrey Hepburn y Peter Finch.
Otra de sus obras, The Undiscovered Country: Una aventura espiritual, publicada por Little, Brown & Co., describía sus años como alumna del místico G. I. Gurdjieff y su posterior conversión al catolicismo. Hulme estudió con Gurdjieff como parte de un grupo de ocho mujeres conocido como "La Cuerda", que incluía a: Solita Solano, Kathryn Hulme, Alice Rohrer, Elizabeth Gordon, Louise Davidson, Georgette Leblanc, Margaret Caroline Anderson y Jane Heap.
También es autora de The Wild Place (El lugar salvaje), una vívida descripción de sus experiencias como directora de la Administración de las Naciones Unidas para el Auxilio y la Rehabilitación UNRRA en el campo de desplazados polacos de Wildflecken (Alemania), tras la Segunda Guerra Mundial. Esta obra ganó el Atlantic Non-Fiction Award en 1952.
Fue en Wildflecken donde Hulme conoció a una enfermera belga y antigua monja, Marie Louise Habets. En 1951, se embarcaron hacia Estados Unidos. Habets era una nueva inmigrante bajo el patrocinio de Hulme. Poco después de su llegada, Habets actuó como madrina de Hulme cuando ella fue recibida en la Iglesia Católica. Vivieron juntas en California. Habets se ocupaba de la enfermería para mantenerlas económicamente mientras Hulme reanudaba su carrera de escritora que la guerra había interrumpido. En 1953, Habets le sugirió a Hulme que escribiera un libro sobre una monja.The Nun's Story es un relato biográfico ligeramente ficticio de la vida de Habets como monja.
En su autobiografía novelada We Lived as Children (Vivimos como niños), de 1938, Hulme describe la perspectiva infantil de San Francisco tras el terremoto de 1906.